# Our Time is Now
«Our Time is Now» es un sencillo de la banda Gojira perteneciente a la banda sonora del videojuego NHL 23. Fue lanzado el 14 de octubre de 2022. Disponible en los principales proveedores de servicios digitales.
Originalmente grabada durante las sesiones de Fortitude, 'Our Time is Now' se convirtió en una canción profundamente conmovedora y vital para Gojira, decidió que debería recibir su propio lanzamiento independiente.
Además de ser parte de la banda sonora de NHL 23, "Our Time is Now" contiene un poderoso mensaje sociopolítico, como lo detalló el líder de Gojira, Joe Duplantier:
"Esta canción está dedicada a los guerreros que encienden una luz en este mundo tan oscuro. Si te importa algo que es valioso para ti o tu comunidad. ¡Demuestra que eres parte del cambio! Si peleas por una causa, si muestras compasión y solidaridad por aquellos a quienes les arrebatan sus derechos, si estás en una guerra defendiendo tus derechos inherentes, o luchando contra la deforestación, si defiendes los derechos humanos, de los animales, tú eres el relámpago, la chispa que cambiará el mundo. ¡Ahora es tu momento! ¡Ahora es nuestro momento!".

## Recepción de la crítica
Si bien Gojira ha estado en una tendencia más melódica en los últimos dos ciclos de álbumes, 'Our Time is Now' se establece como su canción más antémica y directa hasta la fecha. Y eso no quiere decir que la canción no se contenga, presenta el solo de guitarra más intrincado que la banda haya hecho, junto con un final de ruptura muy inspirado en Black Sabbath y Doom. El coro antémico y la escritura de riffs simplistas funcionan bien, especialmente en el contexto de un videojuego AAA donde los jugadores pueden no estar tan expuestos a la música pesada.
En general, 'Our Time is Now' es otro gran tema de Gojira. Cuenta con la misma producción impecable de su obra maestra ecléctica Fortitude (ambas mezcladas por el legendario Andy Wallace) y, lo que es más importante, es un gran punto de partida para los nuevos oyentes de la banda que quizás no disfruten del lado más extremo de Gojira o de la música pesada en general.

## Lista de canciones
| N.º | Título            | Duración |  |
| 1.  | «Our Time is Now» | 4:31     |  |

## Personal
- Joe Duplantier – voz, guitarra
- Christian Andreu – guitarra
- Jean-Michel Labadie – bajo
- Mario Duplantier – batería